# Decaisnina stenopetala
Decaisnina stenopetala är en tvåhjärtbladig växtart som först beskrevs av Daniel Oliver, och fick sitt nu gällande namn av Bryan Alwyn Barlow. Decaisnina stenopetala ingår i släktet Decaisnina och familjen Loranthaceae. Inga underarter finns listade i Catalogue of Life.